# Pedro Tiba
Pedro Miguel Amorim Pereira Silva, meglio noto come Pedro Tiba (Arcos de Valdevez, 31 agosto 1988), è un calciatore portoghese, centrocampista svincolato.

## Caratteristiche tecniche
È un centrocampista centrale, in grado di giocare sia in un centrocampo a due sia in un centrocampo a tre. Presenta ottime qualità in fase di impostazione, ma riesce ad essere incisivo anche in fase di non possesso.
Impegnato all'inizio della carriera come trequartista o addirittura come seconda punta, con l'avanzare delle stagioni Tiba si è ritagliato un ruolo da centrocampista basso, in grado comunque di staccarsi per inserirsi e concludere a rete.

## Carriera

### Club

#### Gli inizi
Nel 2007 esordisce in terza divisione portoghese con la maglia del Valdevez, squadra con la quale ha completato il percorso nel settore giovanile. Dopo 7 presenze e una rete, passa in prestito al Kastoria dove però in sei mesi colleziona una sola presenza. Tornato al Valdevez, viene riconfermato nella stagione 2008-2009, totalizzando 23 gettoni di presenza impreziositi da due reti, che però non impediscono ai minhotos di retrocedere in quarta divisione. Nella stagione 2009-2010 si divide nuovamente fra Valdevez e Valenciano, realizzando in totale otto reti in trentuno gare. Passa così al Limianos, sempre in quarta serie, dove grazie alle sue dodici reti centra la promozione. Confermato nei gialloblu, Tiba centra un quinto posto in Terceira Divisão prima di passare al Tirsense.

#### L'approdo in Primeira Liga
Al Tirsense si mette nuovamente in luce eguagliando il suo record di marcature, dodici, e dopo sei anni di gavetta fra terza e quarta serie viene acquistato in Primeira Liga dal Vitoria Setubal. Dopo un inizio da riserva, Tiba conquista il posto da titolare e realizza anche un gol contro lo Sporting Braga che permette ai suoi di pareggiare 1-1. Chiude il suo primo campionato in massima serie con un ottavo posto.
Acquistato proprio dal Braga, Tiba ha la possibilità di lottare per le prime posizioni, e grazie al quarto posto maturato al termine della stagione guadagna l'accesso ai gironi di UEFA Europa League.

#### L'avventura in Spagna
Nonostante questo, Tiba non avrà modo di esordire a livello internazionale dal momento che il 31 agosto 2015 passa in prestito al Real Valladolid, militante nella seconda divisione spagnola. In Castiglia il centrocampista portoghese colleziona ventotto gettoni di presenza, senza mai segnare. Fa così ritorno in Portogallo.

#### Il ritorno in Portogallo
È durante questa stagione che Tiba ha l'occasione di esordire in Europa League, precisamente il quindici settembre in occasione del match interno contro il KAA Gent, dove viene schierato da seconda punta. L'inizio di stagione Tiba non riesce a brillare, così passa in prestito biennale al Chaves. Là si mette in luce con undici reti in quarantacinque gare, diventandone anche il capitano nel periodo finale.

#### L'arrivo in Polonia
Il 2 luglio 2018 viene annunciato il suo passaggio al Lech Poznań, reduce da un terzo posto nel campionato polacco e in procinto di affrontare i preliminari di Europa League. A Tiba viene affidato il centrocampo dei kolejorz, e così come al Chaves anche in Polonia conquista in breve tempo la fascia da capitano. La prima stagione con la maglia azzurra, nonostante un buon score personale, è tuttavia da dimenticare. Il Lech si piazza ottavo, peggior risultato dell'ultimo decennio e la società decide di attuare una profonda rivoluzione.
Tiba resta comunque al centro del progetto, ma non ne risulta più il capitano. Nella stagione 2019-2020 Tiba segna meno, ritagliandosi un ruolo da regista basso nel 4-2-3-1 di mister Żuraw, ma contribuisce grazie alle sue prestazioni al secondo posto che permette ai kolejorz di tornare immediatamente in Europa dopo un anno di assenza. Il 22 ottobre 2020 gioca da titolare nel debutto ai gironi di Europa League del Lech contro il Benfica, rimanendo sul campo per tutta la durata dei novanta minuti.
Il 26 febbraio 2021 realizza, allo scadere, il gol che permette ai kolejorz di battere il Warta Poznań per la seconda volta nella stracittadina. 
Nella stagione 2021-2022, nonostante perda il ruolo centrale all'interno della squadra, riesce a laurearsi campione di Polonia con i kolejorz. Il 18 maggio seguente, viene annunciato dal Lech che al termine dell'attuale contratto, Tiba verrà lasciato libero di trovarsi un'altra squadra. 

## Statistiche

### Presenze e reti nei club
Statistiche aggiornate al 24 aprile 2022.
| Stagione         | Squadra         | Campionato      | Campionato | Campionato | Coppe nazionali | Coppe nazionali | Coppe nazionali | Coppe continentali | Coppe continentali | Coppe continentali | Altre coppe | Altre coppe | Altre coppe | Totale | Totale |
| Stagione         | Squadra         | Comp            | Pres       | Reti       | Comp            | Pres            | Reti            | Comp               | Pres               | Reti               | Comp        | Pres        | Reti        | Pres   | Reti   |
| ---------------- | --------------- | --------------- | ---------- | ---------- | --------------- | --------------- | --------------- | ------------------ | ------------------ | ------------------ | ----------- | ----------- | ----------- | ------ | ------ |
| 2007 - gen. 2008 | Valdevez        | 3D              | 7          | 1          | -               | -               | -               | -                  | -                  | -                  | -           | -           | -           | 7      | 1      |
| gen.-giu 2008    | Kastoria        | 3D              | 1          | 0          | -               | -               | -               | -                  | -                  | -                  | -           | -           | -           | 1      | 0      |
| 2008-2009        | Valdevez        | 3D              | 23         | 2          | -               | -               | -               | -                  | -                  | -                  | -           | -           | -           | 23     | 2      |
| 2009-gen. 2010   | Valdevez        | 3D              | 11         | 5          | -               | -               | -               | -                  | -                  | -                  | -           | -           | -           | 11     | 5      |
| Totale Valdevez  | Totale Valdevez | Totale Valdevez | 41         | 8          |                 | -               | -               |                    | -                  | -                  |             | -           | -           | 41     | 8      |
| gen.-giu. 2010   | Valenciano      | 4D              | 20         | 3          | -               | -               | -               | -                  | -                  | -                  | -           | -           | -           | 20     | 3      |
| 2010-2011        | Limianos        | 4D              | 28         | 12         | -               | -               | -               | -                  | -                  | -                  | -           | -           | -           | 28     | 12     |
| 2011-2012        | Limianos        | 3D              | 29         | 4          | -               | -               | -               | -                  | -                  | -                  | -           | -           | -           | 29     | 4      |
| Totale Limianos  | Totale Limianos | Totale Limianos | 48         | 15         |                 | -               | -               |                    | -                  | -                  |             | -           | -           | 48     | 15     |
| 2012-2013        | Tirsense        | 3D              | 30         | 12         | -               | -               | -               | -                  | -                  | -                  | -           | -           | -           | 30     | 12     |
| 2013-2014        | Vitória Setúbal | PL              | 24         | 1          | TP              | 1               | 0               | -                  | -                  | -                  | TL          | 4           | 0           | 29     | 1      |
| 2014-2015        | Braga           | PL              | 32         | 3          | TP              | 4               | 2               | -                  | -                  | -                  | TL          | 0           | 0           | 36     | 5      |
| 2015-2016        | Real Valladolid | SD              | 28         | 0          | CR              | 1               | 0               | -                  | -                  | -                  | -           | -           | -           | 29     | 0      |
| 2016-2017        | Braga           | PL              | 9          | 0          | TP              | 2               | 0               | UEL                | 4                  | 0                  | TL + ST     | 3+1         | 1+0         | 19     | 1      |
| 2016-2017        | Chaves          | PL              | 14         | 2          | TP              | 2               | 0               | -                  | -                  | -                  | -           | -           | -           | 16     | 2      |
| 2017-2018        | Chaves          | PL              | 31         | 9          | TP              | 2               | 1               | -                  | -                  | -                  | TL          | 1           | 1           | 34     | 11     |
| 2018-2019        | Lech Poznań     | E               | 33         | 4          | PP              | 2               | 0               | UEL                | 5                  | 0                  | -           | -           | -           | 40     | 4      |
| 2019-2020        | Lech Poznań     | E               | 32         | 2          | PP              | 4               | 0               | -                  | -                  | -                  | -           | -           | -           | 36     | 2      |
| 2020-2021        | Lech Poznań     | E               | 28         | 4          | PP              | 3               | 0               | UEL                | 8                  | 3                  | -           | -           | -           | 39     | 7      |
| 2021-2022        | Lech Poznań     | E               | 25         | 1          | PP              | 2               | 0               | -                  | -                  | -                  | -           | -           | -           | 27     | 1      |
| Totale Lech      | Totale Lech     | Totale Lech     | 118        | 11         |                 | 10              | 0               |                    | 13                 | 3                  |             | -           | -           | 140    | 14     |
| Totale carriera  | Totale carriera | Totale carriera | 405        | 65         |                 | 23              | 3               |                    | 17                 | 3                  |             | 9           | 2           | 454    | 71     |

## Palmarès

### Club

#### Competizioni nazionali
- Campionato polacco: 1

Lech Poznań: 2021-2022